# Dème de Néstoras
Le dème de Néstoras ou dème de Néstor, en grec moderne : Δήμος Νέστορος / Dímos Néstoros, est un ancien dème du district régional de Messénie, en Grèce. Depuis 2010, il est fusionné au sein du dème de Pylos-Nestor.
Selon le recensement de 2011, la population du dème compte 5 042 habitants.